# Кубок наций ОФК по пляжному футболу
Кубок наций ОФК по пляжному футболу (англ. OFC Beach Soccer Nations Cup) — является основным чемпионатом по пляжному футболу в Океании и квалификационным раундом на чемпионат мира по пляжному футболу для зоны ОФК. Путёвку на чемпионат мира получает победитель Кубка наций ОФК.
Первый раз чемпионат был проведен в 2006 года в Муреа, Таити. Наиболее успешным в турнире является команда Соломоновых Островов.
В 2008 году квалификация не проводилась, а команда Соломоновых Островов автоматически получила право на участие на чемпионате мира.
После реформы чемпионата мира, когда турнир стал проводиться раз в два года, Кубок наций ОФК также стал проводиться раз в два года, начиная с квалификации 2011 года. В 2015 и 2017 годах путёвку на чемпионат мира автоматически получила сборная Таити. В 2021 году турнир не проводились, в связи с пандемией COVID-19, а путёвку на чемпионат мира получила сборная Таити.

## Турниры
| Год         | Место проведения        | Финал              | Финал | Финал              | Матч за 3-е место | Матч за 3-е место | Матч за 3-е место    |
| Год         | Место проведения        | Победитель         | Счет  | Второе место       | Третье место      | Счет              | Четвертое место      |
| ----------- | ----------------------- | ------------------ | ----- | ------------------ | ----------------- | ----------------- | -------------------- |
| 2006 детали | Муреа, Таити            | Соломоновы Острова | 6 — 2 | Вануату            | Таити             | 12 — 4            | Острова Кука         |
| 2007 детали | Окленд, Новая Зеландия  | Соломоновы Острова | 5 — 3 | Вануату            | Новая Зеландия    | 5 — 3             | Таити                |
| 2009 детали | Муреа, Таити            | Соломоновы Острова | 1 — 0 | Вануату            | Таити             | 6 — 3             | Фиджи                |
| 2011 детали | Папеэте, Таити          | Таити              | 4 — 3 | Соломоновы Острова | Фиджи             | Не присуждалось   | Не присуждалось      |
| 2013 детали | Нумеа, Новая Каледония  | Соломоновы Острова | 6 — 0 | Новая Каледония    | Вануату           | Не присуждалось   | Не присуждалось      |
| 2019 детали | Папеэте, Таити          | Таити              | 4 — 3 | Соломоновы Острова | Новая Каледония   | 8 — 7             | Вануату              |
| 2023 детали | Папеэте, Таити          | Таити              | 7 — 0 | Соломоновы Острова | Фиджи             | 12 — 0            | Тонга                |
| 2024 детали | БОП, Соломоновы острова | Таити              | 3 — 2 | Соломоновы Острова | Фиджи             | 4 — 0             | Папуа — Новая Гвинея |

## Распределение мест по странам
| Команда              | Победитель                 | Второе место               | Третье место         | Четвертое место |
| -------------------- | -------------------------- | -------------------------- | -------------------- | --------------- |
| Соломоновы Острова   | 4 (2006, 2007, 2009, 2013) | 3 (2011, 2019, 2023, 2024) | -                    | -               |
| Таити                | 4 (2011, 2019, 2023, 2024) | -                          | 2 (2006, 2009)       | 1 (2007)        |
| Вануату              | -                          | 3 (2006, 2007, 2009)       | 1 (2013)             | 1 (2019)        |
| Фиджи                | -                          | -                          | 3 (2011, 2023, 2024) | 1 (2009)        |
| Новая Зеландия       | -                          | -                          | 1 (2007)             | -               |
| Новая Каледония      | -                          | -                          | 1 (2019)             | -               |
| Острова Кука         | -                          | -                          | -                    | 1 (2006)        |
| Тонга                |                            |                            |                      | 1 (2023)        |
| Папуа — Новая Гвинея |                            |                            |                      | 1 (2024)        |

### Страны, проходившие квалификацию
Цифра в скобках показывает сколько раз команда проходила квалификацию и допускалась к участию на чемпионате мира.
- Соломоновы Острова (4)
- Таити (2)